# Trzebosz

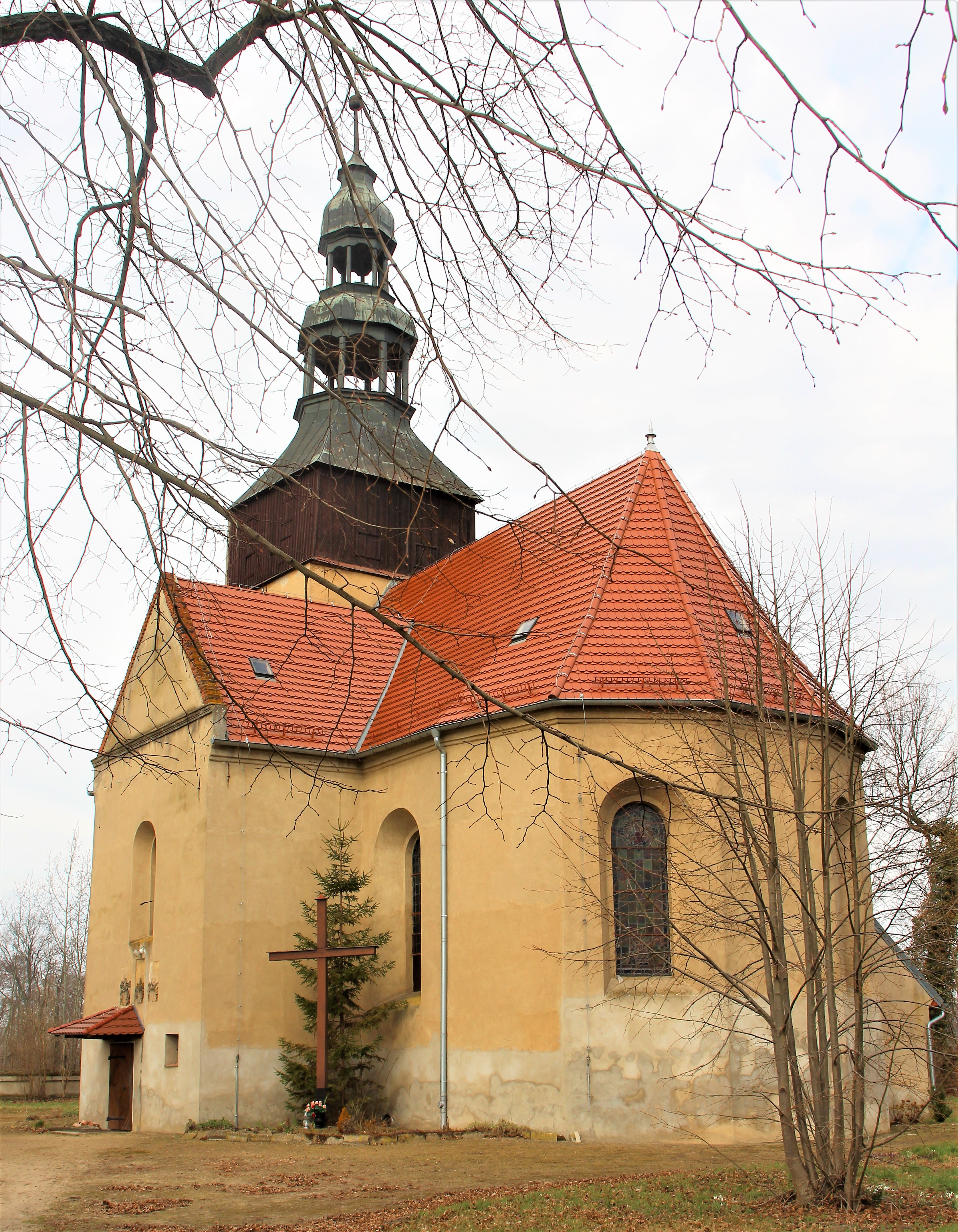
Kościół Matki Bożej Częstochowskiej

Trzebosz (niem. Triebusch) – wieś (dawniej miasto) w Polsce, położona w województwie wielkopolskim, w powiecie rawickim, w gminie Bojanowo.
W latach 1975–1998 wieś administracyjnie należała do województwa leszczyńskiego.

## Integralne części wsi
| SIMC    | Nazwa          | Rodzaj    |
| ------- | -------------- | --------- |
| 0369194 | Trzebosz Dolny | część wsi |
| 0369202 | Trzebosz Górny | część wsi |

## Historia
W średniowieczu Trzebosz był osadą obronną usytuowaną w połowie drogi pomiędzy grodem kasztelańskim w Sądowli i Poniecu. W 1406 Trzebosz był lokowany przez Konrada III Oleśnickiego. W latach 1467–1531 należał do rodziny Wrobelwitz, od 1531 do 1539 do Bojanowskich-Trzeboskich. Pierwszym z Bojanowskich, który tu osiadł był Mikołaj – syn Andrzeja. To Andrzej Bojanowski w 1531 kupił Trzebosz od Kacpra Wrobelwitz dla swojego syna Mikołaja. Ten wzniósł tutaj siedzibę. W 1593 wieś nabył Baltazar von Stosch. Następnie władał tu Melchior von Stosch, od 1700 do 1760 rodzina von Bothmer. W 1775 kupił Trzebosz Karol Sylwiusz Konigsdorff. Zmarł on w 1822, a gdy w następnym roku zmarł jego syn, w parku rezydencjonalnym wystawiono mauzoleum nad wejściem którego widnieje data 1823. W 1857 majątek nabył Karol von Konigsdorff z innej linii. Jego żona była katoliczką i urządziła kaplicę w pałacu. Po śmierci żony Konigsdorff sprzedał Trzebosz Ottonowi Gustawowi Schullenburgowi, a jego córka w 1877 wniosła tenże majątek jako wiano hrabiemu Gunterowi Finck von Finckenstein z Reitweinu. Trzebosz jako ordynacja był w posiadaniu Finckensteinów do okresu międzywojennego, kiedy to w ramach regulacji znalazł się w granicach państwa polskiego. W 1921 stacjonowała tu placówka 17 batalionu celnego. W 1923 wieś kupił hrabia Zygmunt Czarnecki z Dobrzycy. Od 1945 majątek stał się własnością Skarbu Państwa, a pałac był użytkowany jako dom mieszkalny.